# بيرت ويبيتي
بيرت سام ويبيتي ، ولد يوم 16 جانفي 1922في مدينة نيوبليموث بنيوزيلاندا وتوفي يوم 3 اكتوبر 1943 كان طيارًا مقاتلًا نيوزيلنديًا وقائد طيران في الحرب العالمية الثانية . ولد في نيو بلايموث ، والتحق بالقوات الجوية الملكية النيوزيلندية (ار ان زاد اي اف ) في عام 1941 وعندما تم تعيينه في السرب رقم 243 في سنغافورة، كان أول طيار من الماوري يغادر نيوزيلندا للخدمة الفعلية. بعد الغزو الياباني للملايو البريطانية، دمر خمس طائرات يابانية قبل إجلاءه إلى جاوة في فيفري 1942. طار لاحقًا مع السرب رقم 485 التابع للقوات الجوية الملكية الأسترالية في أوروبا وقُتل في العمليات أثناء مرافقته للقاذفات في غارة على فرنسا.